# 105 mm Gun Motor Carriage T28
Pour les articles homonymes, voir T28.
Le T28 Super Heavy Tank, appelé initialement T28 Heavy Tank puis changé  T95 105 mm Gun Motor Carriage en 1945 est un prototype de char de rupture développé aux États-Unis à partir de 1945 dans la perspective d'attaquer la Ligne Siegfried, puis d'un débarquement au Japon. Deux exemplaires ont été construits par la Pacific Car and Foundry Co. et un seul subsiste aujourd'hui.

## Caractéristiques
Il possède une silhouette assez ramassée en raison de sa hauteur modeste et ses flancs inclinés. Sa masse en ordre de marche est de 86 tonnes. Il dispose de 4 chenilles, 2 en parallèle de chaque côté. Il doit être transporté par chemin de fer vu son poids, sa faible autonomie et sa vitesse de seulement 13 km/h sur route. La paire de chenilles extérieure pouvait être démontée du véhicule pour réduire sa largeur en vue de son transport.
Comme son équivalent britannique le Tortoise, le T28 possède un canon monté en casemate. Le T5E1 tire deux types d'obus perforants : un boulet perforant coiffé à fausse ogive T32 (914 m/s) et un à perforateur lourd sous calibré en carbure de tungstène T29E3 à grande vitesse initiale (1 128 m/s) ainsi que des obus explosifs T30E1 (945 m/s). Le T28 embarque 62 munitions de 105 mm pour une cadence de tir moyenne de 4 obus par minute. Le canon possède un débattement latéral limité à 10° sur la droite et 11° sur la gauche. Son élévation est comprise de +19,5° à -5°. Une mitrailleuse lourde Browning M2 de calibre 12,7 mm est montée sur le toit.
Il est lourdement blindé avec un blindage frontal de 305 mm pour la superstructure, de 133 mm pour le bas de caisse et de 63 mm pour les autres parties. Pour voir à l'extérieur, les 4 hommes d'équipage disposaient de deux périscopes M6 et d'un périscope M10E3. Ce projet s’arrêta avec la fin de la guerre et seuls quelques essais ont été effectués en 1947, où l'un des engins a été endommagé.
Ce prototype fut ferraillé, et le second totalement oublié. En 1974, 27 ans après sa disparition, il a été localisé dans un champ à Fort Belvoir, en Virginie. Il avait été laissé aux éléments pendant si longtemps que les mauvaises herbes avaient commencé à y pousser. Il a été transféré au General George Patton Museum à Fort Knox, Kentucky et y est resté pendant plusieurs années, avant d'être déplacé à Fort Moore au Georgia.

## Galerie

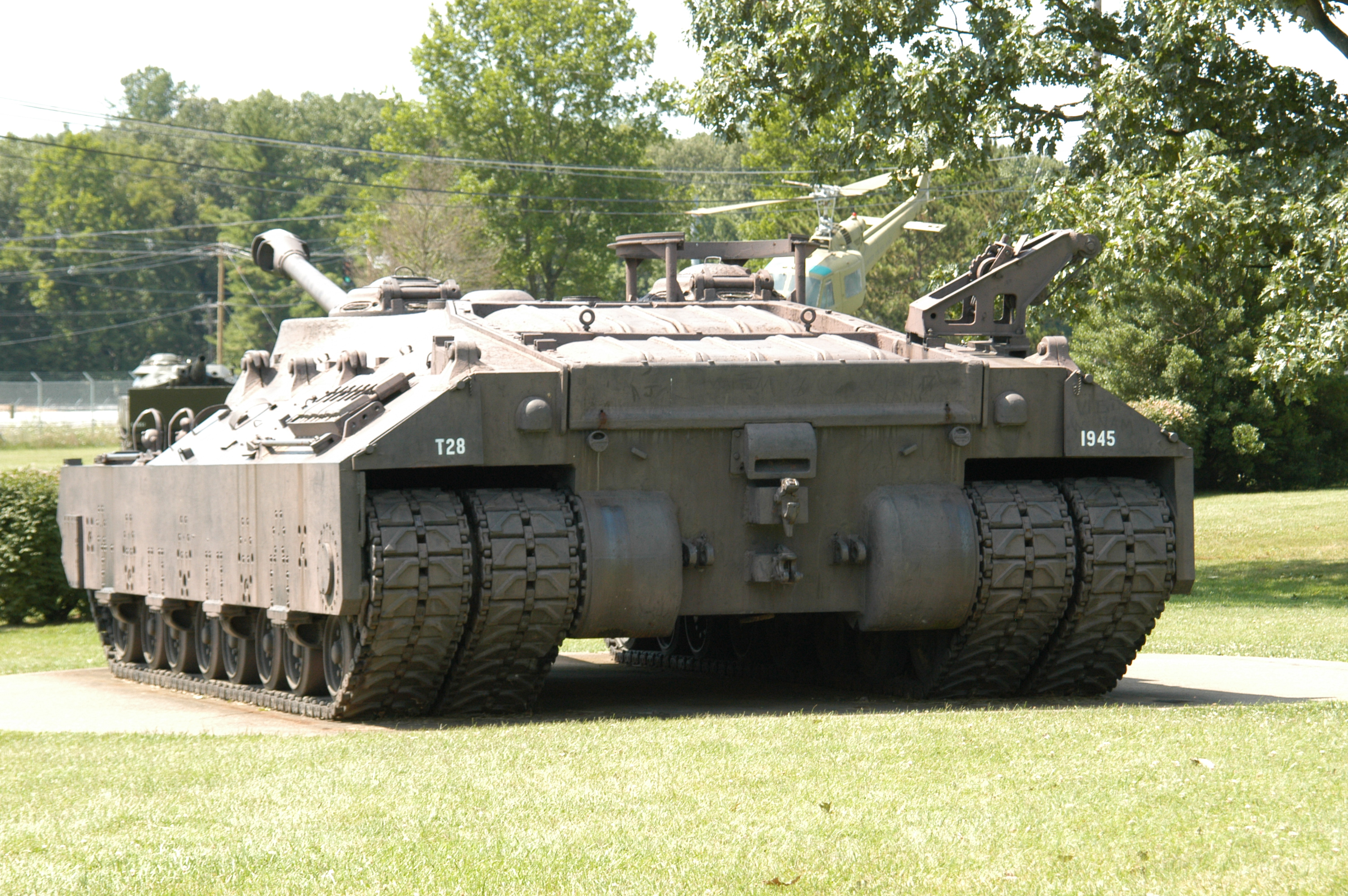
Vue de l'arrière montrant les chenilles doubles.
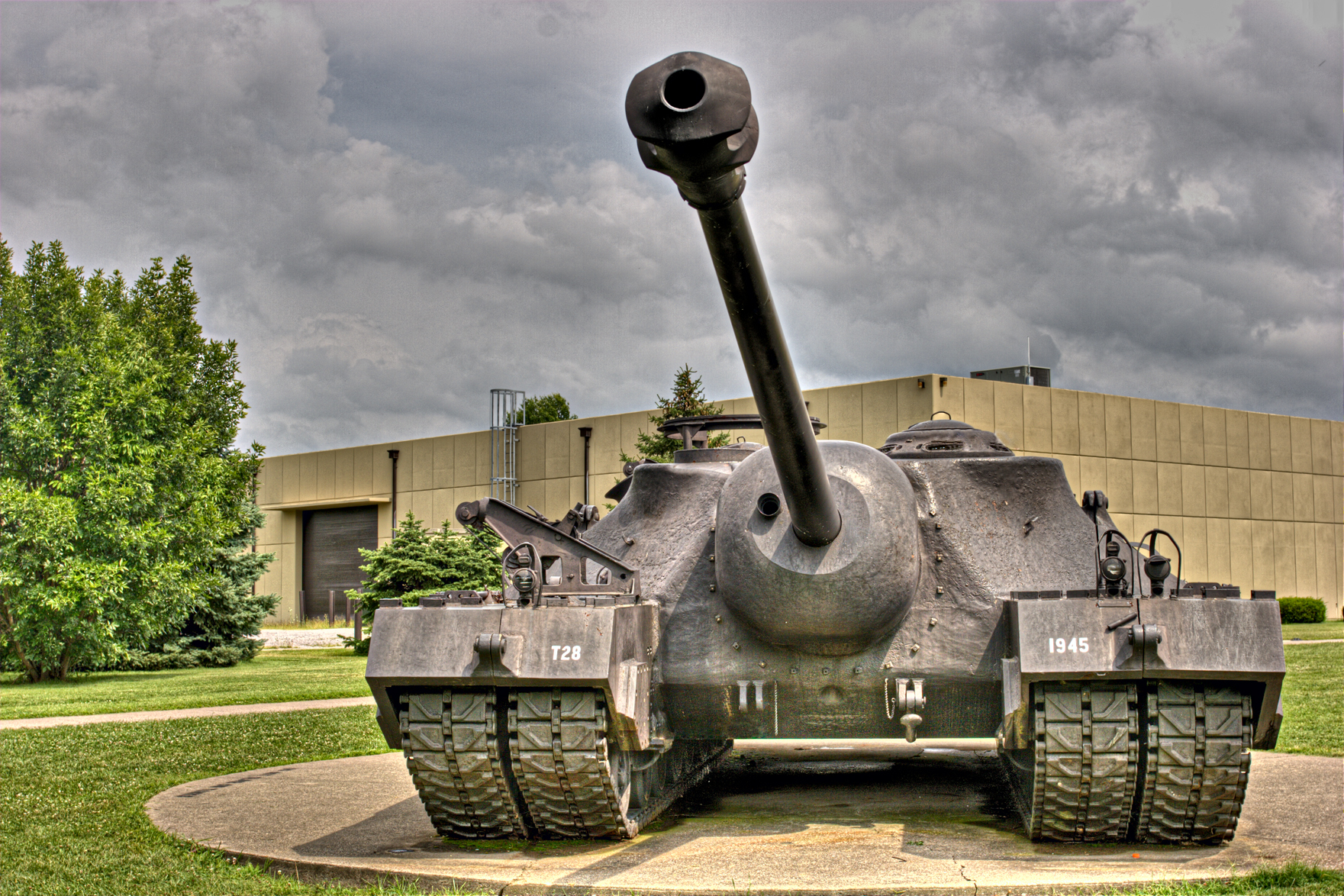
Vue de l'avant, du canon et des chenilles doubles.